# ریورزلی
ریورزلی، در شمال غربی کوئینزلند، معروف‌ترین منطقه فسیلی در استرالیاست . این منطقه با ۱۰۰ کیلومتر مربع مساحت دارای فسیل‌های باقی مانده از پرندگان، پستانداران و خزندگان عصر الیگوسن (به انگلیسی: Oligocene) و میوسن(به انگلیسی: Miocene)است . این منطقه به عنوان میراث جهانی در سال ۱۹۹۴ ثبت شده‌است و در امتداد پارک ملی بوجمولا (به انگلیسی: Boodjamulla National Park) قرار دارد . فسیل‌های موجود در ریورزلی بسیار نادر هستند، زیرا که در سنگ‌های آهکی آب‌های شیرین که دارای فشردگی کمی هستند، شکل یافته‌اند . این بدان معنیست که بقایای حیوانات، ساختار سه بعدی اسکلت خود را در این فسیل‌ها حفظ کرده‌اند . 